# Smelowskia flavissima
Smelowskia flavissima är en korsblommig växtart som beskrevs av Grigorij Silych Karelin och Ivan Petrovich Kirilov. Smelowskia flavissima ingår i släktet Smelowskia och familjen korsblommiga växter. Inga underarter finns listade i Catalogue of Life.